# Ole Paus (1846–1931)

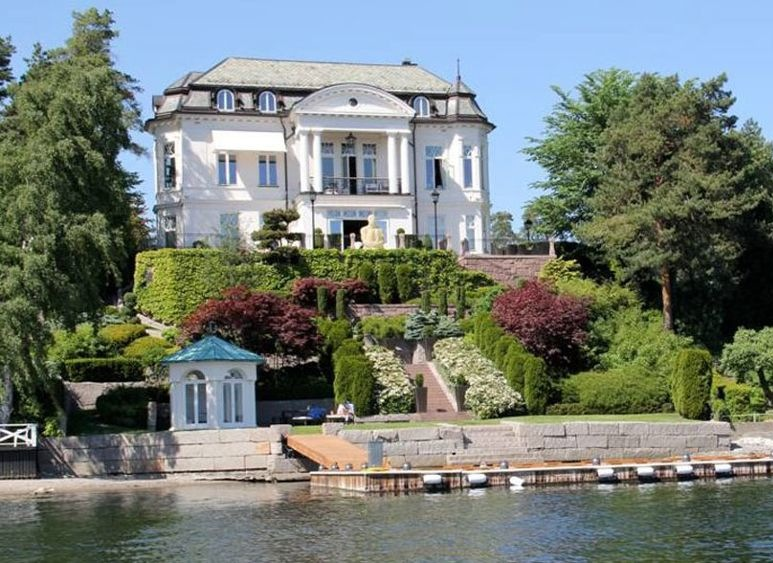
Pausvillan, Bygdøy, byggt för Ole Paus 1907

Ole Paus, född 24 oktober 1846 i Skien, död 20 mars 1931 på Bygdøy i Aker, nu Oslo, var en norsk järn- och stålgrosshandlare, fabriksägare och bankdirektör. Han grundade järn- och stålgrossistföretaget Ole Paus (1872), Den Norske Hesteskosømfabrik (1881) och hade en rad andra uppdrag inom näringslivet. Han var medlem av direktionen i Den norske Creditbank (DNB) 1897–1922 och var verkställande direktör från 1903. Han var också en av ägarna till Christiania Stålverk under perioden 1917–1920. Han var kusin till Henrik Ibsen.